# Broomfield Park
El Broomfield Park era un estadio de fútbol en la ciudad de Airdrie, Escocia y fue la sede del desaparecido Airdrieonians.

## Historia
El Airdrieonians FC fue fundado en 1878 y el estadio en 1892. Luego de ganar la Copa de Escocia en la temporada 1923/24, el club construyó la gradería principal. El récord de asistencia en el Broomfield Park fue de 24,000 espectadores en el partido de cuartos de final de la Copa de Escocia ante el Hearts el 8 de marzo de 1952. La iluminación fue instalada en 1956 y el techo de la gradería en 1959. El estadio era angosto y de superficie natural, la tribuna estaba relativamente muy cerca del terreno de juego, lo que hacía que fuera un estadio ruidoso, lo que hacía que los equipos visitantes tuvieran problemas.
El Airdrieonians pensó mudarse de Broomfield en 1989, lo que los aficionados rechazarían en 1993, pero permitirían que Broomfield fuera convertido en su supermercado. El Airdrieonians tuvo la opción de vender Broomfield a la cadena de supermercados Safeway (actual Morrison's supermarket) luego de que no tuvieran otra opción. El último partido en Broomfield se jugó el 7 de mayo de 1994 y el club se mudaría al Broadwood Stadium en Cumbernauld, sede que compartiría con el Clyde. En el distrito de Monklands se diseñó un plan para la construcción de un estadio para 10,000 espectadores en Raebog, pero la propuesta fue rechazada por el Strathclyde Region en octubre de 1995. También se propuso construir uno en Craigneuk, pero fue rechazado por el Monklands District en abril de 1996. Luego de cuatro años en Broadwood, Airdrieonians se mudaría al Shyberry Excelsior Stadium en 1998. Airdrieonians fue liquidado en 2002 y reemplazado por el Airdrie United. En junio de 2013 la Scottish Football Association permitió al Airdrie United cambiar su nombre formalmente por el de Airdrieonians.